# Razzia (film 2017)
Razzia è un film del 2017 diretto da Nabil Ayouch.
Presentato nel 2017 al Toronto International Film Festival, è stato inoltre proposto nel 2018 per l'Oscar al miglior film straniero, senza tuttavia venire nominato.
Nel corso del film, ambientato perlopiù a Casablanca, i protagonisti ricorrono a frequenti riferimenti all'omonima pellicola.

## Trama
Nel 1982 Abdallah, appassionato maestro in una scuola elementare in un villaggio berbero dei monti dell'Atlante, trasmette ai suoi piccoli allievi l'amore per la natura e per la cultura con l'ausilio della loro lingua madre, finché un giorno non viene costretto ad insegnare in lingua araba e ad adottare un approccio più convenzionale. Di fronte alla resistenza del giovane, l'ispettore lo sostituisce senza preavviso. Abdallah, affranto dalle ostilità delle autorità centrali ed ormai stanco di portare avanti la sua lotta, abbandona il villaggio per fuggire alla volta di Casablanca. Yto, giovane madre vedova, da tempo innamorata del giovane maestro e da questi ricambiata, decide di partire con il figlio Ilyas alla sua ricerca, lasciandosi anch'ella alle spalle le sue amate montagne.
La storia si sposta nel 2015 a Casablanca. Salima, donna disillusa dalla sua vita e dalle dinamiche sociali del suo paese, fa spesso visita alla casa di Yto nella città vecchia. Ormai diventata una donna anziana e vissuta, Yto rappresenta per Salima una figura materna e un importante punto di riferimento. Salima ha scoperto di essere rimasta incinta, ma non intende far crescere il nascituro in un paese pieno di incertezze, dove in molti settori della società il ruolo della donna è di fatto ancora subordinato a quello dell'uomo. Consigliata da Yto, Salima prende allora in considerazione l'idea dell'aborto e seguendo le istruzioni dell'anziana, si reca in un hammam, dove una donna che pratica illegalmente l'aborto le consegna una miscela da assumere per portare a termine l'operazione.
Joe, ristoratore di religione ebraica, vive un conflittuale rapporto con la sua identità, oltre a soffrire per le preoccupazioni dell'anziano padre Jacques, nonché per l'amore per la prostituta Nejma, la quale, pur ricambiando i suoi sentimenti, decide alla fine di respingerlo a causa delle sue origini. L'uomo intrattiene frequenti dialoghi con l'amico e collega Ilyas, l'ormai figlio adulto di Yto con cui condivide la passione per il leggendario film Casablanca.
Hakim, giovane e talentuoso cantautore omosessuale delle periferie di Casablanca, sogna di diventare un giorno il nuovo Freddie Mercury del Marocco. Stimato e sostenuto dalla sorella minore, il ragazzo deve però confrontarsi con il duro rapporto con il padre, nonché con le difficoltà e con le vessazioni vissute dai giovani nel suo paese.
Inès, ragazzina altolocata, vive una profonda crisi adolescenziale, tra i genitori sempre assenti e l'amore che prova per l'amica Habiba, la giovanissima domestica dei vicini, in procinto di sposarsi.
I destini dei protagonisti si incontrano inconsapevolmente nel corso di una notte, sullo sfondo di una violenta rivolta che lascia trasparire le profonde tensioni che in realtà, dietro le apparenze, dividono la società marocchina. Joe, infatti, di fronte alle scene dominate dalla spirale di violenza, rivela ad un incredulo Ilyas che in realtà non una singola scena del loro amato film Casablanca fu girata in Marocco.
Le scene finali lasciano delineare un velo di speranza nella figura di Salima che decide di tenere il figlio e nella comune e profonda aspirazione alla libertà che condividono i protagonisti.

## Distribuzione
Presentato il 9 settembre 2017 alla quarantaduesima edizione del Toronto International Film Festival, il film è uscito nelle sale marocchine il 14 febbraio 2018, e in quelle francesi il 14 marzo 2018.

## Accoglienza
La pellicola ha ricevuto su AlloCiné una media delle recensioni del 3,3 / 5 da parte della stampa e del 3,9 / 5 da parte degli spettatori.